# Врятуйте потопаючого
«Врятуйте потопаючого» (рос. Спасите утопающего) — радянська чорно-біла комедія 1967 року режисера Павла Арсенова, випущена Кіностудією ім. М. Горького.

## Сюжет
Піонер Андрій Васильков захотів стати героєм — і на очах у чеських туристів «врятував» Гульку, що не вміє плавати, насправді попередньо він прорубав дно човна, щоб Гулька в потрібний час опинився у воді. І тепер герой виступає на зборах, ділиться досвідом, дає поради. Але на міському водному святі Андрій, втомлений від галасу, зізнається у тому, що подвигу ніякого не було. І тоді Гулька стрибає з вишки, а слідом стрибає його «рятувальник».

## У ролях
- Андрій Ушаков — Андрій Васильков
- Леонід Карасьов — Сергій-Гулька
- Єгор Дьяков — Єгор Подушкін
- Валентин Брилєєв — батько Андрія
- Світлана Харитонова — редактор, Світлана Миколаївна
- Валерій Носик — Русалчин
- Георгій Віцин — майор міліції / старий в панамці
- Олексій Смирнов чоловік, який вміє грати на тубі / старшина міліції Марченко
- Тетяна Гаврилова — мати Андрія
- Михайло Державін — іноземний турист з кінокамерою, Квадрачек
- Олександр Ширвіндт — екскурсовод
- Катерина Васильєва — сусідка
- Ігор Бєзяєв — сусід
- Рудольф Панков — сусід, учасник хору, епізод
- Олег Єфремов — пісні від автора

## Знімальна група
- Сценаристи:  Ісай Кузнецов,  Авнер Зак
- Режисер:  Павло Арсенов
- Оператор:  Грайр Гарибян
- Художник: Галина Анфілова
- Композитор:  Мікаел Тарівердієв
- Текст пісень:  Вадим Коростильов
- Виконання пісень:  Олег Єфремов
- Звукорежисер:  Борис Голєв
- Державний симфонічний оркестр кінематографії
  - Диригент:  Емін Хачатурян